# Cotylopus rubripinnis
Cotylopus rubripinnis es una especie de peces de la familia de los Gobiidae en el orden de los Perciformes.

## Morfología
Los machos pueden llegar a alcanzar los 4,8 cm de longitud total y las  hembras 4.94.

## Hábitat
Es un pez de agua dulce, de clima tropical y bentopelágico.

## Distribución geográfica
Se encuentran en África: las Comoras y Mayotte.

## Observaciones
Es inofensivo para los humanos. 